# Acrozalmoxis neoguniensis
Acrozalmoxis neoguniensis is een hooiwagen uit de familie Zalmoxioidae. De wetenschappelijke naam van Acrozalmoxis neoguniensis gaat  terug op Roewer.